# Landgrafschaft Hessen-Darmstadt
Die Landgrafschaft Hessen-Darmstadt war ein Fürstentum des Heiligen Römischen Reichs Deutscher Nation. Sie entstand 1567 bei der Teilung der Landgrafschaft Hessen  aus der Obergrafschaft Katzenelnbogen und wurde durch den Beitritt zum Rheinbund 1806 zum Großherzogtum Hessen. Die Hauptstadt der Landgrafschaft war Darmstadt. Die Landgrafschaft gehörte zum Oberrheinischen Reichskreis.

## Geografische Lage
Die Landgrafschaft Hessen-Darmstadt erstreckte sich am Ende des Alten Reichs weit über das Gebiet des heutigen Bundeslandes Hessen hinaus. Die nördlichsten Landesteile lagen als Enklaven im Fürstentum Waldeck, etwa auf der Höhe von Kassel, die südlichsten Landesteile beidseits des Rheins, etwa auf der Höhe von Straßburg. Das Territorium bestand aus 10 größeren, untereinander nicht verbundenen Teilen und darüber hinaus aus einer weitaus größeren Zahl kleinerer Gebietssplitter.

## Geschichte

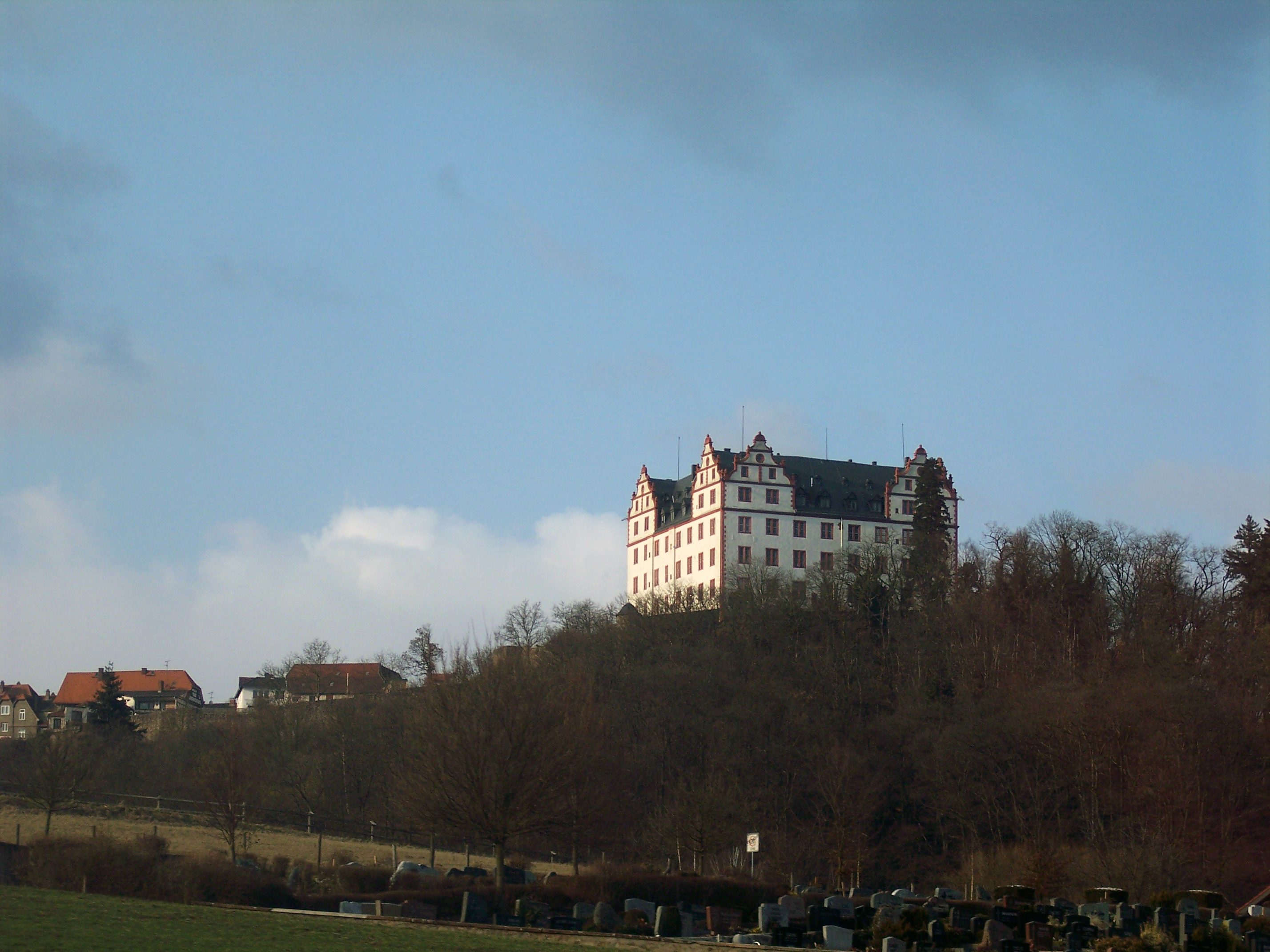
Schloss Lichtenberg wurde ab 1570 für Landgraf Georg I., den Begründer der Darmstädter Linie, errichtet.

### Söhne Philipps des Großmütigen
Nach dem Tod des letzten (gesamt-)hessischen Landgrafen Philipp I. („der Großmütige“) am 31. März 1567 wurde die Landgrafschaft Hessen unter den vier Söhnen aus seiner ersten Ehe aufgeteilt: Wilhelm erhielt den nun Hessen-Kassel genannten nördlichen Teil, Ludwig erhielt Hessen-Marburg, Philipp Hessen-Rheinfels und Georg I. den nun als „Hessen-Darmstadt“ bezeichneten südlichen Landesteil.
Die vier regierenden hessischen Landgrafen versuchten, eine für alle vier Landesteile verbindliche Rechtsordnung zu vereinbaren. Das Projekt scheiterte jedoch. Georg I. rekurrierte deshalb 1589 auf eine Rechtssammlung, die sein Kanzler, Johann Kleinschmidt, etwa 20 Jahre zuvor erstellt hatte, und ließ diese von den Rechtsanwendern in der Landgrafschaft Hessen-Darmstadt nutzen.
Nach dem Aussterben der Grafen von Diez, die aus der Zweitehe von Philipp I. stammten, teilten die hessischen Landgrafen deren Erbe. Hessen-Darmstadt erhielt daraus Dorf und Schloss Alsbach sowie ein Viertel des mit der Kurpfalz kondominalen Amtes Umstadt.
Da die Landgrafen Philipp von Hessen-Rheinfels und Ludwig von Hessen-Marburg 1583 und 1604 jeweils kinderlos starben, fielen deren Territorien an ihre Brüder, also an Hessen-Kassel und Hessen-Darmstadt. Von Hessen-Rheinfels erbte Hessen-Darmstadt die Ämter Schotten und Stornfels, die Hessen-Marburger Erbschaft war Ausgangspunkt für einen Jahrzehnte anhaltenden Streit zwischen den beiden verbliebenen Linien.

### Hessenkrieg
Zum Erbfolgestreit um Hessen-Marburg trat noch der konfessionelle Gegensatz: Während Hessen-Darmstadt lutherisch blieb, wandte sich Hessen-Kassel dem reformierten Zweig der Evangelischen zu. Als Reaktion auf den von Moritz dem Gelehrten (von Hessen-Kassel) an der gesamthessischen Universität Marburg erzwungenen Konfessionswechsel gründete Hessen-Darmstadt 1607 die lutherische Universität Gießen.
1622 wurde durch Erbteilung die Landgrafschaft Hessen-Homburg aus Hessen-Darmstadt ausgegliedert.
Im Dreißigjährigen Krieg (1618–1648) kämpften die beiden Landgrafschaften auf unterschiedlichen Seiten, die Landgrafschaft Hessen-Darmstadt auf der kaiserlichen. In diesem Kontext kam der unausgewogene Vergleich vom 24. September 1627 zustande. Hessen-Darmstadt erhielt dadurch den überwiegenden Teil der ehemaligen Landgrafschaft Hessen-Marburg, deren Gebiet in Oberhessen einschließlich der Universität Marburg und ihren Gütern, die Niedergrafschaft Katzenelnbogen und das hessen-kasselische Viertel am Kondominat Umstadt. Das aber war nicht von Dauer, führte vielmehr zu weiteren militärischen Auseinandersetzungen zwischen den beiden hessischen Staaten, dem Hessenkrieg, einem Krieg innerhalb des Dreißigjährigen Kriegs.
Die Auseinandersetzung wurde so erst mit einem Vertrag vom 14. April 1648, den der kurz darauf abgeschlossene Westfälische Frieden bestätigte, beigelegt. Die Gewinne, die Hessen-Darmstadt 1627 gemacht hatte, wurden dadurch teilweise wieder zurückgenommen. Die Kasseler Landgräfin Amalie Elisabeth agierte hier sehr erfolgreich. Oberhessen wurde nun dauerhaft geteilt, Marburg und die Niedergrafschaft Katzenelnbogen (außer dem Amt Braubach), das Amt Schmalkalden und ein Viertel des Kondominats Umstadt fiel an Kassel, das Übrige verblieb bei der Landgrafschaft Hessen-Darmstadt:
- Amt Allendorf
- Amt Alsfeld
- Amt Battenberg
- Amt Biedenkopf
- Amt Bingenheim
- Amt Blankenstein mit Breidenbacher Grund
- Amt Braubach
- Amt Burg-Gemünden
- Amt Butzbach
- Herrschaft Eppstein
- Amt Gießen mit dem Busecker Tal
- Amt Grebenau
- Amt Grünberg
- Amt Homberg an der Ohm
- hessischer Anteil am Amt Hüttenberg, einem mit der Grafschaft Nassau gemeinsamen Kondominat
- Herrschaft Itter (zur Hälfte)
- Kirchspiel Katzenelnbogen
- Amt Königsberg
- Amt Lißberg
- Amt Nidda
- die an Riedesel vergebenen Lehen[8]
  - Zehnt Lauterbach
  - Gericht Ober-Ohmen
  - Gericht Engelrod
- Amt Rosbach
- Amt Rosenthal
- Amt Ulrichstein

### 17. und 18. Jahrhundert

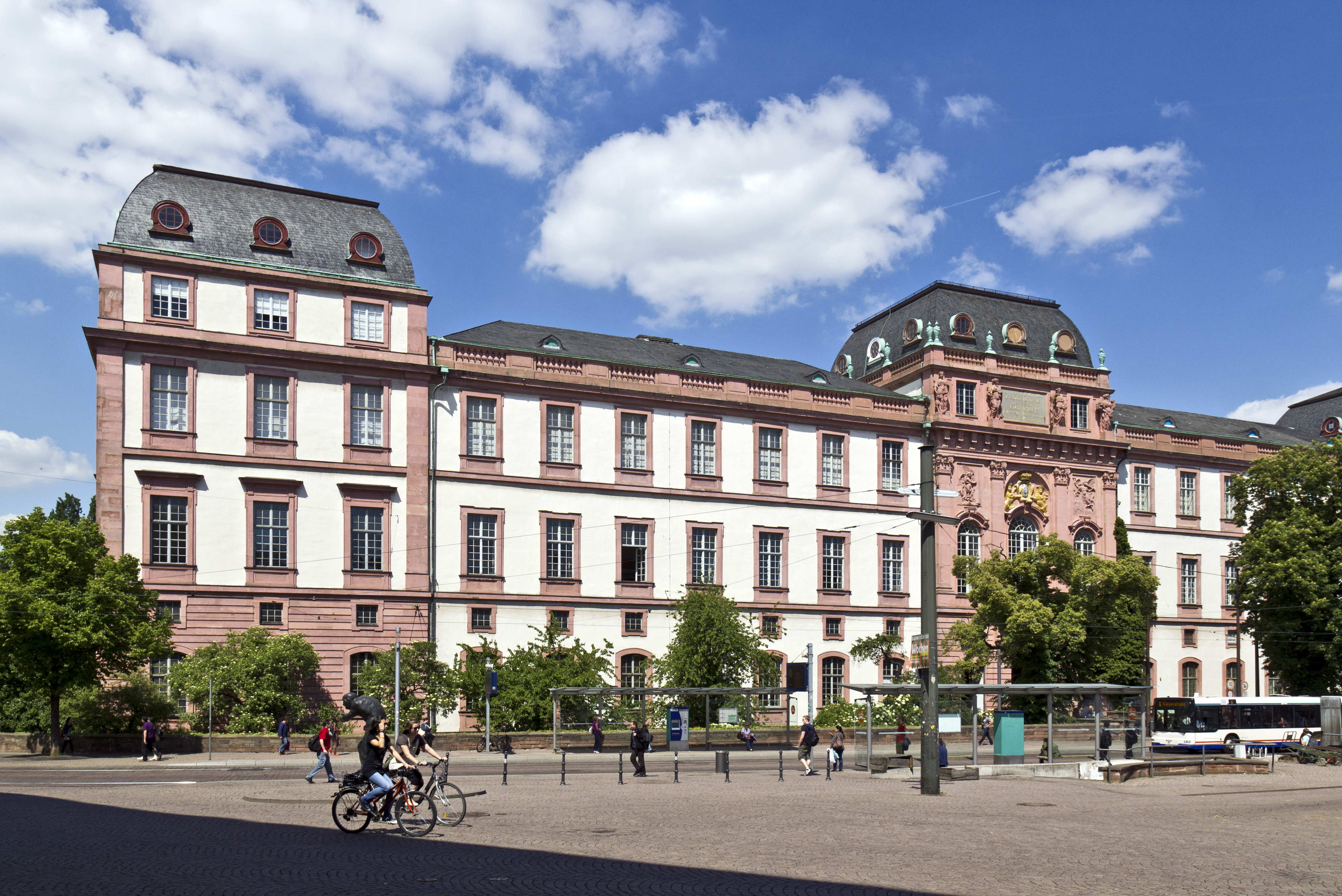
Residenzschloss Darmstadt

In der Folgezeit konnten an größeren Komplexen noch erworben werden:
- 1600 oder 1601 das Amt Kelsterbach von Isenburg-Büdingen
- 1658 Gräfenhausen von den Herren von Heusenstamm[9]
- 1662 den südlich des Mains gelegenen Teilen der Herrschaft Frankenstein[Anm. 1] und deren Hälfte von Eberstadt. Die andere Hälfte von Eberstadt gehörte einem Grafen von Schönbusch und konnte schon 1661 von der Landgrafschaft gekauft werden.[10]
- 1714 von den Grafen von Erbach das Amt Seeheim.[11]
- 1722 von den Herren von Wallbrunn die Orte Asbach, Ernsthofen, Hartenau, Hoxhohl, Klein-Bieberau und Neutsch.[12]
- 1736 fiel die Grafschaft Hanau-Lichtenberg nach dem Aussterben der Grafen von Hanau an Hessen-Darmstadt. Dabei kam es erneut zum Streit mit der Landgrafschaft Hessen-Kassel. Umstritten war zwischen beiden, ob das Amt Babenhausen Teil der Grafschaft Hanau-Lichtenberg war oder zur Grafschaft Hanau-Münzenberg gehörte, die an Hessen-Kassel gefallen war. Die Auseinandersetzung konnte erst nach einem langjährigen Rechtsstreit vor den höchsten Reichsgerichten 1762 durch einen Vergleich (Celler Vertrag) beendet werden. Danach sollten Aktiva und Passiva sowie das Territorium des Amtes zu gleichen Teilen je zur Hälfte den beiden Landgrafschaften zufallen. Es dauerte noch neun weitere Jahre, bis alles so weit geklärt war, dass dies auch vollzogen werden konnte. In der Zwischenzeit wurde das Amt als Kondominat zwischen den beiden Landgrafschaften verwaltet. 1771 kam es schließlich zum sogenannten Partifikationsrezess, der die Realteilung des Amtes durchführte.[13] Danach fielen die Orte Altheim, Dietzenbach, Harpertshausen, Schaafheim und Schlierbach an die Landgrafschaft Hessen-Darmstadt. Hessen-Darmstadt bildete aus dem ihm zugefallenen Teil des Amtes Babenhausen das Amt Schaafheim.[14]

1772/73 erreichte der 1772 bis 1780 amtierende Staatsminister Friedrich Karl von Moser eine Schuldenregelung und sanierte die zerrütteten Staatsfinanzen.

### Das Ende des Alten Reichs

#### Gebietsgewinne
Mit dem Reichsdeputationshauptschluss von 1803 konnte Hessen-Darmstadt erhebliche Gebiete hinzugewinnen, die die Verluste auf der linken Rheinseite an Frankreich weit überwogen:
- das Herzogtum Westfalen
- die kurmainzischen Ämter
  - Alzenau
  - Astheim
  - Bensheim
  - Fürth
  - Gernsheim
  - Haßloch
  - Heppenheim
  - Hirschhorn
  - Lorsch
  - Rockenberg
  - Steinheim
  - Vilbel und
  - das Kloster Seligenstadt
- die kurpfälzischen Ämter
  - Lindenfels
  - Umstadt
  - Otzberg
  - Alzey (rechts des Rheins)
  - Oppenheim (rechts des Rheins)
- das Hochstift Worms rechts des Rheins
- die Propstei Wimpfen
- die Reichsstadt Friedberg.

Sowohl Hessen-Darmstadt als auch die Markgrafschaft Baden waren bei diesem Zuwachs in den Besitz von Gebietsteilen gekommen, die jeweils zu den Stammlanden des anderen viel günstiger und weit abgelegen vom eigenen Territorium (nach dem Stand von 1803) lagen. Sie schlossen deshalb unter dem 14. März 1803 einen Tauschvertrag. Danach übergab
- der Markgraf von Baden an den Landgrafen von Hessen-Darmstadt:
  - den vormals speyerischen Anteil am Amt Neckarsteinach,
  - die ehemalige Reichsstadt Wimpfen,
  - Neckarhausen, vormals Kurpfalz,
- der Landgraf von Hessen-Darmstadt an den Markgrafen von Baden:
  - Eschelbach, vormals Amt Hirschhorn, Kurmainz,
  - Aglasterhausen, vormals Hochstift Worms
  - Bargen, vormals Hochstift Worms
  - Strassheimer Hof

ab.

#### Reorganisation
Vor den Gebietsgewinnen von 1803 hatte die Landgrafschaft etwa 210.000 Einwohner gehabt, danach etwa 400.000. Dieser massive Zugewinn verstärkte das seit langem bestehende Problem, dass die historisch gewachsenen Verwaltungseinheiten sehr unterschiedlich organisiert waren und unterschiedliche Größen aufwiesen. Auch sonst bestand erheblicher Reformbedarf. So kritisierte etwa Landgraf Ludwig X. bei seinem Regierungsantritt 1790 die „langschleichende und lotteriemäßige Justizverfassung“ des Landes.
Dem versuchte die Regierung durch zwei Organisationsedikte vom 12. Oktober 1803 beizukommen, die eine einheitliche Verwaltung auf oberster und mittlerer Ebene für das ganze Land einführten. Als Autor der Edikte wird Ludwig Minnigerode vermutet, als Vorbild die etwa ein halbes Jahr ältere Reorganisation in der Markgrafschaft Baden. Das erste Edikt gliederte die Verwaltung neu, das zweite definierte die Geschäftsbereiche dieser neuen Verwaltungen.
- Auf zentraler Ebene entstanden:
  - ein (Gesamt-)Ministerium mit den kollegial organisierten Ressorts[Anm. 3]
    - Äußeres
    - Inneres
    - Finanzen

  - das Oberappellationsgericht Darmstadt
  - die Gesetzgebungskommission
- Auf mittlerer Ebene entstanden
  - drei Provinzen (Herzogtum Westfalen, Fürstentum Oberhessen und Fürstentum Starkenburg) die je vier obere, kollegial organisierte Staatsbehörden erhielten:
    - Regierungskollegium (Inneres)
    - Justiz
    - Finanzen
    - Kirche und Schulen

Damit war die Verwaltung auf mittlerer („oberer“) Ebene einheitlich und neu organisiert – für die untere Ebene gelang das erst in zwei Schritten im Großherzogtum Hessen 1821 und 1835. Die Reform von 1803 hatte Bedeutung über das kurz darauf erfolgende Ende der Landgrafschaft hinaus, da sie die Grundlage für das dann neu geschaffene Großherzogtum Hessen bildete.

#### Ende
Eine politische Intrige, 1805 angezettelt von Landgräfin Luise Henriette Karoline von Hessen-Darmstadt, gegen den frankreichfreundlichen Staatsminister Carl Ludwig von Barckhaus gen. von Wiesenhütten, führte die hessen-darmstädtische Politik in den Versuch, neutral zu bleiben, was die Landgrafschaft an den Rand des Untergangs manövrierte. Erst das erneute Umschwenken des Landgrafen in letzter Minute auf die französische Seite 1806 konnte das gerade noch verhindern, führte aber dazu, dass die folgenden Gebietsgewinne im Vergleich zu den Nachbarn Württemberg und Baden geringer ausfielen.
Am 1. August 1806 trat die Landgrafschaft Hessen-Darmstadt zusammen mit den anderen Territorien aus dem Heiligen Römischen Reich Deutscher Nation aus, woraufhin der Kaiser am 6. August 1806 die Krone niederlegte. Das Reich hatte sich aufgelöst. Am 14. August 1806 erfolgte, gegen Stellung hoher Militärkontingente an Frankreich, die Erhebung der Landgrafschaft Hessen-Darmstadt zum Großherzogtum Hessen.

## Landgrafen
| 1568–1596 | Georg I.                                      |
| 1596–1626 | Ludwig V.                                     |
| 1626–1661 | Georg II.                                     |
| 1661–1678 | Ludwig VI.                                    |
| 1678      | Ludwig VII.                                   |
| 1678–1739 | Ernst Ludwig                                  |
| 1739–1768 | Ludwig VIII.                                  |
| 1768–1790 | Ludwig IX.                                    |
| 1790–1830 | Ludwig X. (ab 1806 als Großherzog Ludewig I.) |

## Wappen

Wappen der Landgrafschaft Hessen-Darmstadt vor 1736

Der Wappenschild ist gespalten und zwei Mal geteilt mit Herzschild
I. Fürstentum Hersfeld (ehemalige Abtei, 1648 an Hessen-Kassel; Hessen-Darmstadt, selbst ohne Gebietsgewinn, zog heraldisch nach und bildete Hersfeld ebenfalls ab): in Silber ein rotes Patriarchenkreuz

II. Grafschaft Ziegenhain: von Schwarz über Gold geteilt, oben ein sechsstrahliger, silberner Stern

III. Grafschaft Katzenelnbogen (1479 an Hessen): in Gold ein blau gekrönter, roter Löwe

IV. Grafschaft Diez (1386 an Katzenelnbogen, nach deren Aussterben 1479 an Hessen): In Rot zwei schreitende goldene Leoparden übereinander

V. Herzschild: in Blau ein von Silber und Rot neunfach geteilter, golden gekrönter und bewehrter Löwe (Landgrafschaft Hessen)

VI. (geteilt) oben Grafschaft Nidda (1450 an Hessen): von Schwarz über Gold geteilt, oben zwei achtstrahlige silberne Sterne; unten Grafschaft Isenburg-Büdingen: in Silber zwei schwarze Balken

VII. Grafschaft Schaumburg (1648 an Hessen-Kassel): in Rot ein von Silber über Rot geteiltes Schildchen umgeben von einem silbernen Nesselblatt

## Wissenswert
Das Handbuch der Hessischen Geschichte bewertet die Landgrafschaft Hessen-Darmstadt als weniger imposant […, deren] bizarre Zusammensetzung auf die Wechselfälle dynastischer Herrschaft zurückzuführen ist.